# Dressleria kerryae
Dressleria kerryae är en orkidéart som beskrevs av H.G.Hills. Dressleria kerryae ingår i släktet Dressleria och familjen orkidéer.
Artens utbredningsområde är Panamá. Inga underarter finns listade i Catalogue of Life.